# Tengu (folklore)
Pour les articles homonymes, voir Tengu.
Les tengu (天狗, « chien céleste ») sont un type de créatures légendaires de la religion populaire japonaise, et ils sont aussi considérés comme des dieux shinto (kami) ou comme des yōkai. Bien que leur nom contienne le mot « chien » comme le démon chinois Tiāngǒu, les tengu, à l'origine, prenaient la forme de rapaces, et ils sont généralement représentés avec des caractéristiques à la fois humaines et aviaires. Les plus anciens tengu sont dépeints avec des becs, mais ce trait a souvent été humanisé en un nez anormalement long, qui est actuellement largement considéré comme la caractéristique définissant le tengu dans l'imaginaire populaire.
Le bouddhisme a considéré pendant longtemps que les tengu étaient des démons perturbateurs et des annonciateurs de guerres. Leur image s'est graduellement adoucie, cependant, même s'ils sont considérés comme des protecteurs, ils sont encore de dangereux kami des montagnes et des forêts. Les tengu sont associés à la pratique ascète connue sous le nom de shugendō, et ils sont habituellement représentés dans le costume distinctif de ses disciples, les yamabushi.

## Image

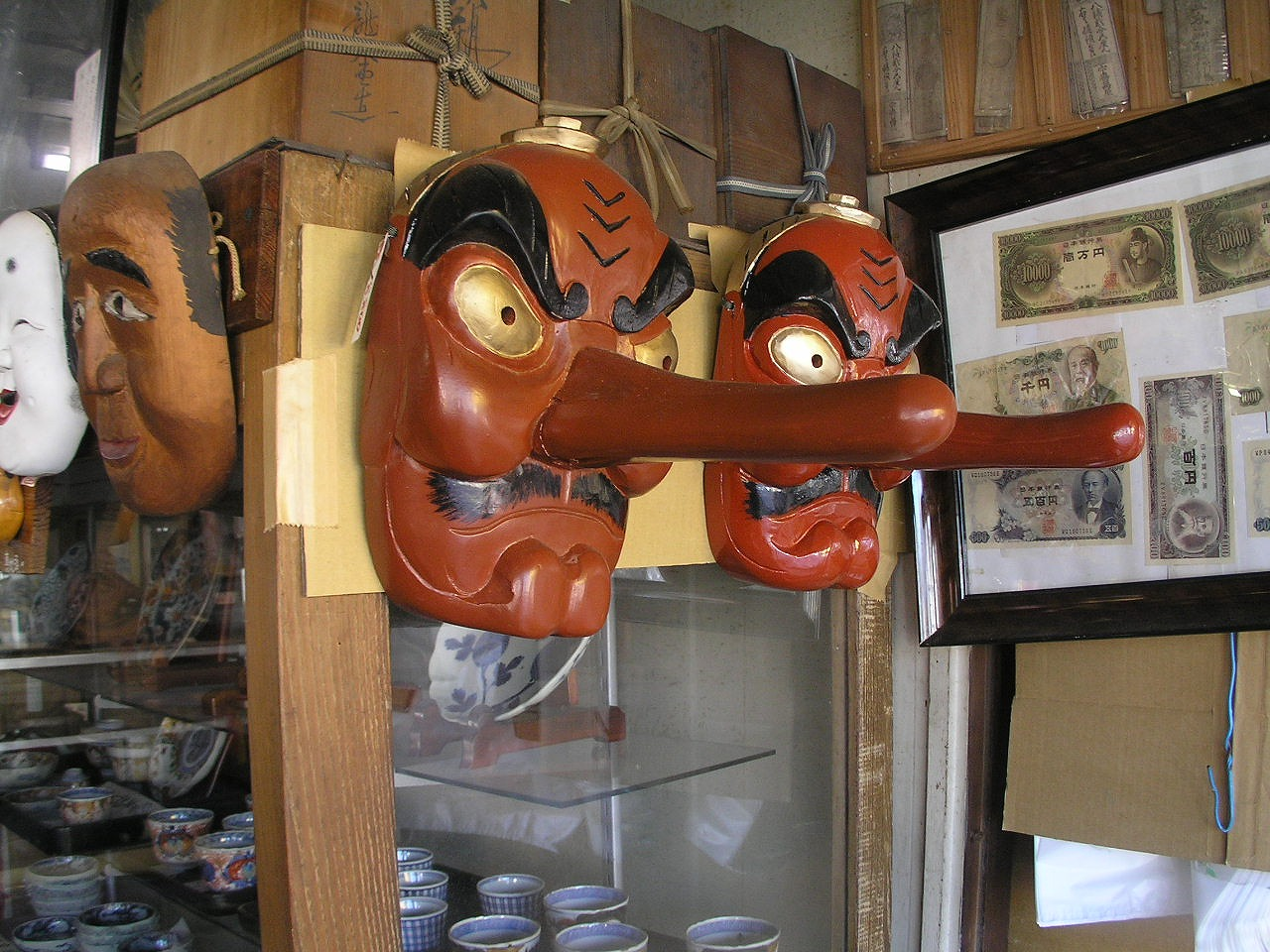
Masque de tengu.

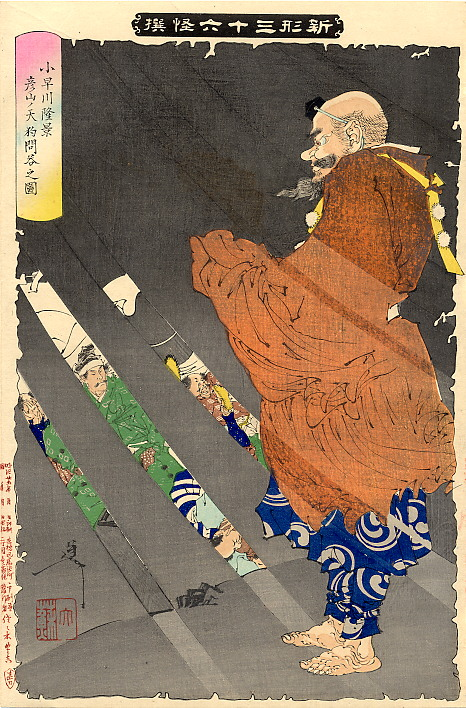
Kobayakawa Takakage débattant avec le tengu du Mont Hiko, par Yoshitoshi.

Dans l'art, les tengu apparaissent sous un grand nombre de formes, mais elles se situent habituellement quelque part entre un grand oiseau monstrueux et un être entièrement anthropomorphe, souvent avec un visage rouge ou un nez anormalement large ou grand. Les plus anciennes représentations de tengu les montrent semblable à des milans qui peuvent prendre forme humaine souvent avec des ailes, une tête d'oiseau ou un bec. Les longs nez des tengu semblent avoir été conçus au XIVe siècle, comme une humanisation de l'originel bec d'oiseau.
Les longs nez des tengu les relient avec la divinité shinto Saruta-hiko, qui est décrit dans le texte historique japonais, le Nihon Shoki, avec une protubérance similaire mesurant sept paumes de longueur. Lors des fêtes de village, les deux personnages sont souvent portraiturés par le même masque rouge au nez phallique.
Certaines des plus anciennes représentations de tengu apparaissent dans des rouleaux illustrés japonais, tel le Tenguzōshi Emaki (天狗草子絵巻), peint vers 1296, qui parodie les prêtres de haut rang en les dotant de becs de faucon des démons tengu. Les tengu sont souvent représentés comme prenant la forme de prêtres. Au début du XIIIe siècle, les tengu ont commencé à être associés en particulier aux yamabushi, les ascètes des montagnes qui pratiquaient le shugendō. L'association fit son chemin dans l'art japonais, où les tengu sont le plus fréquemment représentés dans le costume distinctif des yamabushi, qui inclut un petit chapeau noir (頭襟, tokin) et un 結袈裟 (yuigesa). En raison de leur esthétique de prêtres, ils sont souvent montrés portant le Khakkhara, un bâton utilisé par les moines bouddhistes.
Les tengu sont ordinairement représentés tenant un ha-uchiwa (羽団扇, « éventail de plumes ») magique. Dans les récits populaires, ces éventails ont quelquefois la capacité de faire grandir ou rétrécir le nez d'une personne, mais habituellement on leur attribue le pouvoir de provoquer de forts vents. Divers autres accessoires étranges peuvent être associés aux tengu, telle des geta, hautes et dentelées, appelées tengu-geta.

## Origines

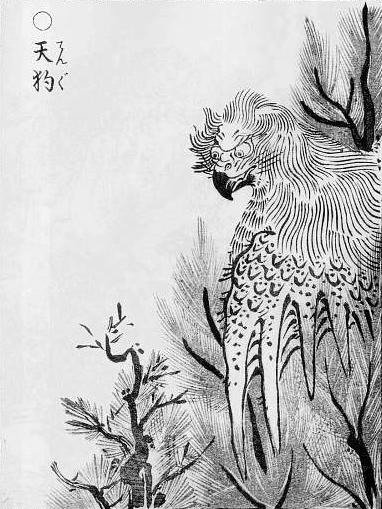
Un tengu comme un monstre-milan, du Gazu Hyakki Yagyō de Toriyama Sekien.

Le terme de tengu et les caractères utilisés pour l'écrire proviennent d'une créature légendaire présente dans la littérature chinoise, appelé tiāngǒu. La créature est associée à une variété de descriptions, mais le plus souvent c'est un monstre canin féroce et anthropophage qui ressemble à une étoile filante ou une comète. Il fait un bruit de tonnerre et apporte la guerre là où il tombe. Un texte de Shù Yì Jì (述異記, A Collection of Bizarre Stories), écrit en 1791, décrit un chien semblable au tiāngoǔ avec un bec aiguisé et une posture droite, mais habituellement le tiāngoǔ a peu de ressemblances avec ses homologues japonais.
Le chapitre 23 du Nihon Shoki, écrit en 720, est généralement considéré comme la première mention écrite du tengu au Japon. Dans cet écrit, une grande étoile filante apparait et est identifiée par un prêtre bouddhiste comme un « chien céleste », et comme pour le tiāngoǔ de Chine, l'étoile précède un soulèvement militaire. Cependant, des caractères chinois pour le tengu sont utilisés dans le texte, accompagnés des caractères phonétiques, les furigana, qui donnent une lecture comme amatsukitsune (« renard céleste »). M. W. de Visser a émis la supposition que les anciens tengu japonais pouvaient représenter un amalgame de deux esprits chinois: le tiāngoǔ et les esprits-renard.
Comme la transformation du tengu d'un chien-météore à un homme-oiseau n'était pas claire, certains érudits japonais ont soutenu la théorie que l'image du tengu dérive de la divinité aigle hindou, Garuda, qui a été présenté, à de nombreuses reprises dans les écrits bouddhistes, comme faisant partie d'une des races majeures d'être non humains. Comme le tengu, le garuda est souvent portraituré comme une forme de vie humaine avec des ailes et un bec d'oiseau. Le nom tengu semble avoir été écrit à la place de celui de garuda dans les sutras japonais appelés Emmyō Jizō-kyō (延命地蔵経), mais cela a été écrit à la période Edo, longtemps après que l'image du tengu se soit établie. Au moins une ancienne histoire dans le Konjaku monogatari shū décrit un tengu emportant un dragon, ce qui rappelle la querelle des garuda avec les serpents nāga. Cependant, le comportement originel du tengu diffère remarquablement de celui du garuda, qui est généralement amical envers le bouddhisme. De Visser a présumé que les tengu pourraient descendre d'un ancien démon-oiseau qui a été fusionné à la fois en garuda et en tiāngoǔ quand le bouddhisme est arrivé au Japon. Cependant, il trouva peu de preuves pour étayer cette opinion.
Dans la dernière version du Kujiki, un ancien texte historique japonais, il est écrit le nom de Amanozako, une divinité femelle monstrueuse née de la férocité crachée par le dieu Susanoo, avec les caractères signifiant « tengu divinité » (天狗神). Le livre décrit Amanozako comme une créature rageuse capable de voler, avec le corps d'un humain, la tête d'une bête, un long nez, de longues oreilles et de longues dents qui peuvent broyer des épées. Un livre du XVIIIe siècle appelé Tengu Meigikō (天狗名義考) suggère que cette déesse pourrait être le véritable prédécesseur du tengu, mais les dates et l'authenticité du Kujiki, et de cette édition en particulier, prêtent à caution.

## Esprit malin et fantôme en colère

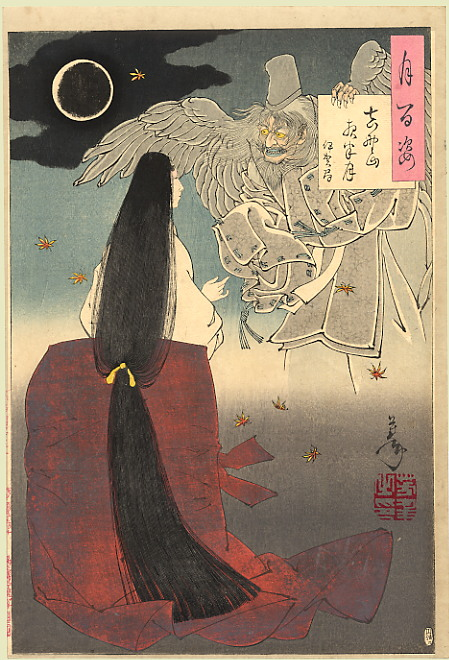
Iga no Tsubone se confronte à l'esprit tourmenté de Sasaki no Kiyotaka, par Yoshitoshi.

Le Konjaku monogatari shū, un recueil d'histoires publiées à la fin de la période Heian, contient certains des plus anciens récits de tengu, déjà caractérisés comme ils le seraient pour les siècles à venir. Ces tengu sont des adversaires gênants pour le bouddhisme ; ils trompent les gens pieux à l'aide de fausses images de Bouddha, enlevant les moines et les déposant dans des lieux éloignés, possédant des femmes afin d'essayer de séduire de saints hommes, volant dans les temples et procurant à ceux qui les vénèrent un pouvoir impie. Ils se déguisent souvent eux-mêmes en prêtres ou en nonnes, mais leur vraie forme semble être celle d'un milan.
À travers les XIIe et XIIIe siècles, des récits continuent de parler de tengu essayant de causer des problèmes dans le monde. Ils sont alors considérés comme des fantômes de prêtres en colère, hérétiques ou morts sans raison, qui étaient tombés dans le royaume tengu (天狗道, tengudō). Ils commencèrent à posséder les gens, spécialement les femmes et les filles, et parlèrent par leur bouche (kitsunetsuki). Encore ennemis du bouddhisme, les démons tournèrent alors leur attention vers la maison impériale. Le Kojidan fait le récit d'une impératrice qui a été possédée, et le Ōkagami monogatari rapporte que l'empereur Sanjō a été rendu aveugle par un tengu, le fantôme d'un prêtre qui voulait se venger de lui.
Un des tengu renommés du XIIe siècle était lui-même le fantôme d'un empereur. Le Hōgen monogatari raconte l'histoire de l'empereur Sutoku, qui a été forcé par son père d'abandonner le trône. Il se lança dans la rébellion Hōgen pour reprendre le pays à l'empereur Go-Shirakawa, mais il fut défait et s'exila dans la province de Sanuki, dans le Shikoku. Selon la légende, il mourut dans de grands tourments en jurant de hanter le Japon comme un grand démon et devint alors un effrayant tengu avec des longues griffes et des yeux semblables à ceux d'un milan.
Dans des histoires du XIIIe siècle, les tengu commencèrent par enlever des jeunes garçons aussi bien que des prêtres, qui étaient leurs proies favorites. Les garçons étaient souvent rendus, alors que les prêtres étaient découverts entravés au sommet d'un arbre ou d'autres lieux en hauteur. Toutes les victimes de tengu, cependant, revenaient dans un état proche de la mort ou de la folie, quelquefois après avoir été poussés à manger des excréments d'animaux.
Les tengu de cette période sont souvent conçus comme des fantômes de personnes arrogantes qui deviennent des créatures fortement associées à la vanité et à la fierté. De nos jours, l'expression japonaise tengu ni naru, littéralement, « devenir un tengu », est encore utilisée pour décrire une personne vaniteuse.

## Grands et petits démons
Dans le Genpei Jōsuiki, écrit à la fin de la période Kamakura, un dieu apparait à Go-Shirakawa et donne un récit détaillé sur les fantômes tengu. Il dit qu'ils sont devenus des tengu parce que, en tant que bouddhistes, ils ne peuvent pas aller en enfer, et étant donné leurs mauvaises actions de leur vivant, ils ne peuvent pas accéder au nirvana. Il décrit l'apparence des différents types de tengu : les fantômes de prêtres, de nonnes, d'hommes et de femmes ordinaires, tous ceux qui étaient trop orgueilleux dans leur vie passée. Le dieu introduit la notion selon laquelle tous les tengu ne sont pas égaux ; les hommes érudits deviennent des daitengu (大天狗, « grand tengu »), mais les ignorants deviennent des kotengu (小天狗, « petit tengu »).
Le philosophe Hayashi Razan a listé les plus grands de ces daitengu comme Sōjōbō de Kurama, Tarōbō de Atago, et Jirōbō des monts Hira. Les démons de Kurama et d'Atago sont parmi les tengu les plus renommés.

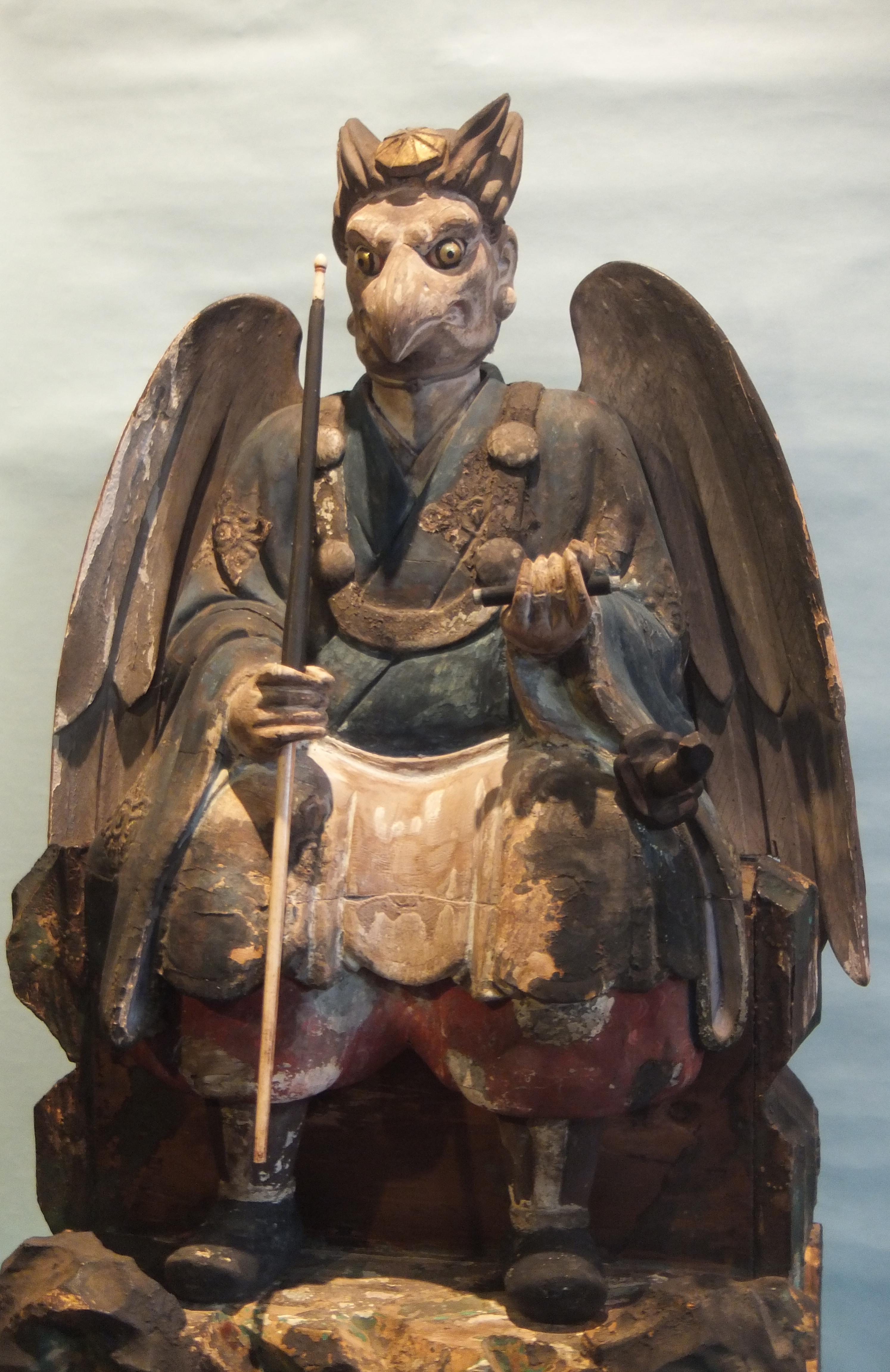
Corbeau tengu, fin de la période Edo.

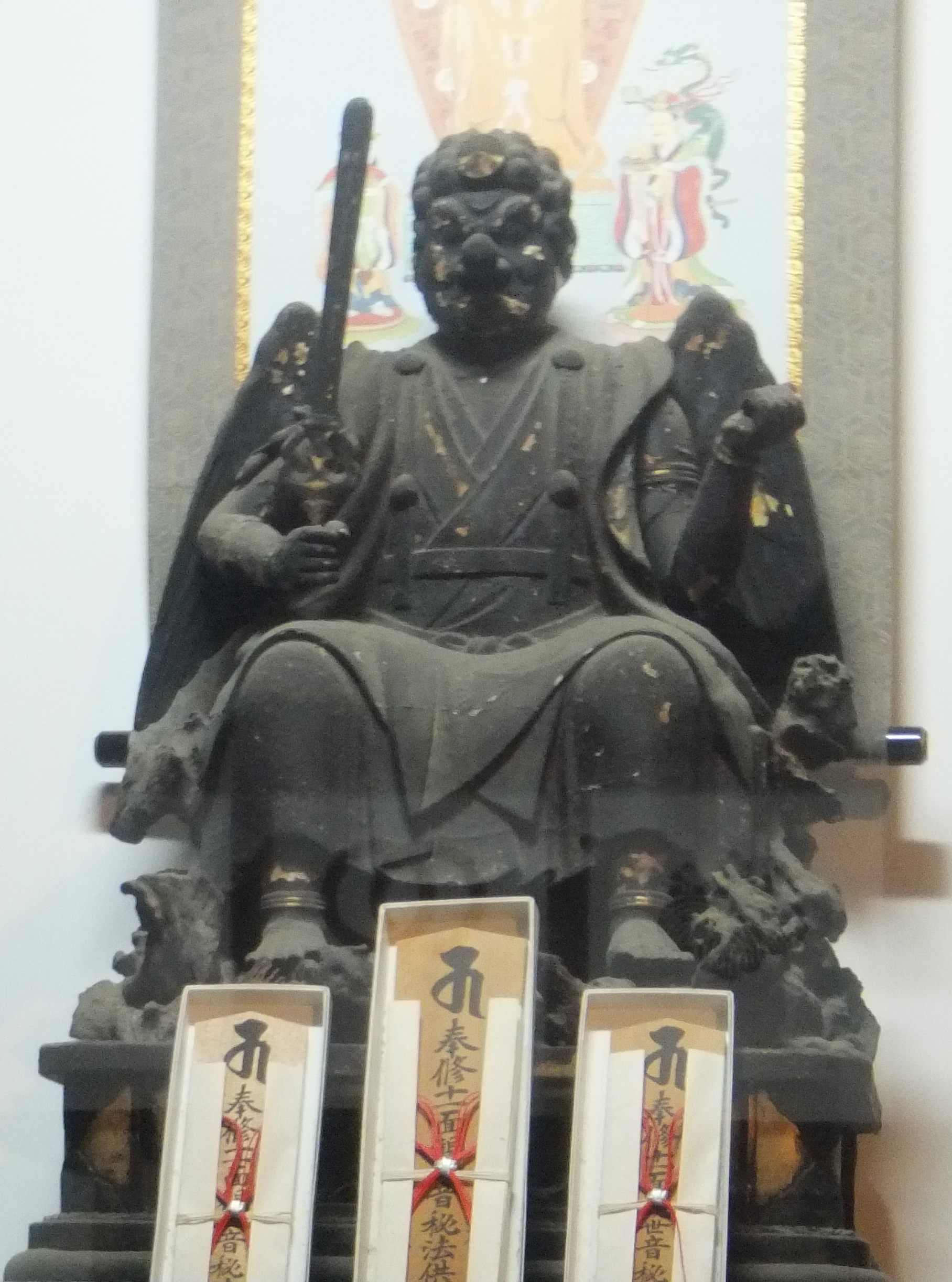
Akiba Sanjakubō Daigongen près du portail du temple Hase (Hasedera), préfecture de Nara.

Une section du Tengu Meigikō, annotée plus tard par Inoue Enryō, liste les daitengu dans cet ordre :
- Sōjōbō (僧正坊?) du mont Kurama
- Tarōbō (太郎坊?) du mont Atago
- Jirōbō (二郎坊?) des monts Hira
- Sanjakubō (三尺坊?) du mont Akiha
- Ryūhōbō (笠鋒坊?) du mont Kōmyō
- Buzenbō (豊前坊?) du mont Hiko
- Hōkibō (伯耆坊?) du Daisen
- Myōgibō (妙義坊?) du mont Ueno (parc d'Ueno)
- Sankibō (三鬼坊?) de Itsukushima
- Zenkibō (前鬼坊?) de mont Ōmine
- Kōtenbō (高天坊?) de Katsuragi
- Tsukuba-hōin (筑波法印?) de la province de Hitachi
- Daranibō (陀羅尼坊?) du mont Fuji
- Naigubu (内供奉?) du mont Takao
- Sagamibō (相模坊?) de Shiramine
- Saburō (三郎?) du mont Iizuna
- Ajari (阿闍梨?) de la province de Higo[18]

Les daitengu sont souvent représentés dans une forme plus humaine que leurs subordonnés, et à cause de leur long nez, ils sont aussi appelés hanatakatengu (鼻高天狗, « tengu à long nez »). Les kotengu ressemblent plus à des oiseaux. Ils sont quelquefois appelés karasu-tengu (烏天狗, « tengu corbeau »), ou koppa- ou konoha-tengu (木葉天狗, 木の葉天狗).
Inoue Enryō décrit deux sortes de tengu dans son Tenguron : le grand daitengu et le petit konoha-tengu, ressemblant à un oiseau et vivant dans les cèdres. Les konoha-tengu sont cités dans un livre de 1746, appelé le Shokoku Rijin Dan (諸国里人談). On les décrit comme des créatures semblables à des oiseaux avec des ailes de deux mètres d'envergure, qui ont été vues en train d'attraper des poissons dans la rivière Ōi-gawa, mais ce nom apparait rarement dans le reste de la littérature.
Des créatures qui ne sont pas des oiseaux classiques ou des yamabushi sont parfois appelées tengu. Par exemple, les tengu en tant d'esprits des bois peuvent être appelés guhin (occasionnellement écrit kuhin) (狗賓), mais ce mot peut aussi se référer au tengu, avec une gueule de chien ou d'autres caractéristiques. Les habitants de la préfecture de Kōchi dans le Shikoku croient en une créature appelée shibaten ou shibatengu (シバテン, 芝天狗), mais c'est un petit être enfantin qui aime les combats de sumo, qui vit la plupart du temps dans l'eau et est généralement considéré comme une sorte de kappa
Un autre tengu résidant dans l'eau est le kawatengu (川天狗, « tengu » des rivières) du Grand Tokyo. Cette créature était rarement vue, mais on croyait qu'elle créait d'étranges boules de feu et était donc une nuisance pour les pêcheurs.

## Divinités et esprits protecteurs

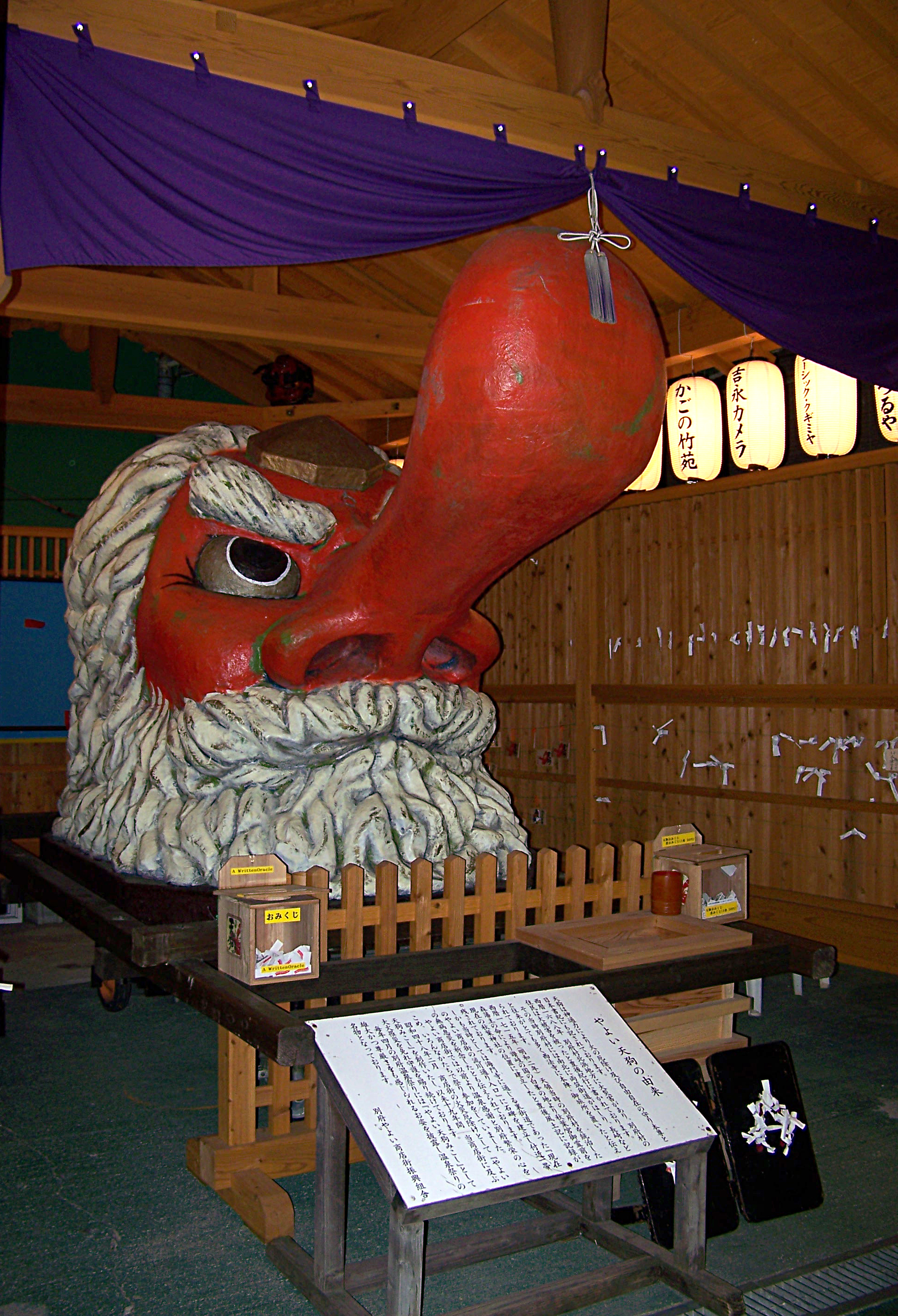
Un tengu mikoshi (autel portable) dans la ville de Beppu, Préfecture d'Ōita, dans le Kyūshū.

Le Shasekishū, un livre de paraboles bouddhistes de la période Kamakura, fait la distinction entre les bons et les mauvais tengu. Le livre explique que les premiers sont à la tête des seconds et sont les protecteurs et non les adversaires du bouddhisme — bien que la fierté ou l'ambition leur a valu d'échouer sur la voie du démon, ils restent basiquement bons, le dharma[pas clair] — respectant les personnes qu'ils étaient de leur vivant.
L'image déplaisante du tengu continue de s'éroder au XVIIe siècle. Certaines histoires les représentent beaucoup moins malveillants, protégeant et bénissant les institutions bouddhistes plutôt que de les menacer ou de les brûler. Selon une légende du XVIIIe siècle Kaidan Toshiotoko (怪談登志男), un tengu a pris la forme d'un yamabushi et servi avec piété l'abbé d'un monastère zen, jusqu'à ce que l'homme devine la vraie forme de son serviteur. Les ailes et l'immense nez du tengu sont alors apparus. Le tengu demanda un fragment de sagesse à son maître et partit tout en continuant, invisible, à procurer une aide miraculeuse au monastère.

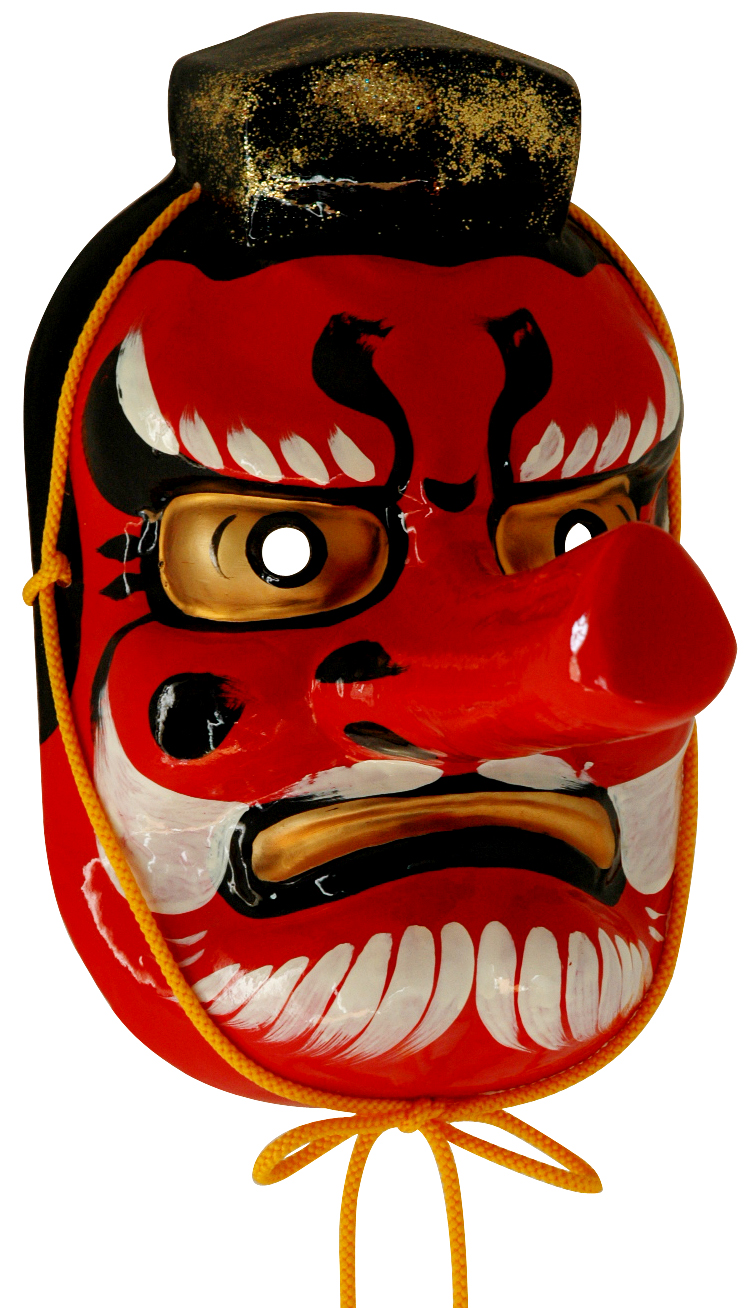
Un.

Aux XVIIIe et XIXe siècles, les humains commencèrent à craindre les tengu, qui étaient de vigilants protecteurs de certaines forêts. En 1764, dans un recueil d'histoires étranges, le Sanshu Kidan (三州奇談), un récit raconte qu'un homme se promenait dans une vallée profonde et ramassait des feuilles. C'est alors qu'il fit face à une tempête de grêle soudaine et féroce. Un groupe de paysans lui dit plus tard qu'il était allé dans la vallée où vivaient les guhin, et que n'importe qui prenant une seule feuille de ce lieu mourait de façon certaine. Dans le Sōzan Chomon Kishū (想山著聞奇集), écrit en 1849, l'auteur décrit les coutumes des bucherons de la province de Mino, qui utilisaient un gâteau de riz appelé kuhin mochi pour apaiser les tengu qui, autrement, perpétreraient toutes sortes de méfaits. Dans d'autres provinces, une sorte de poisson, appelé okoze, était offert aux tengu par les bucherons et les chasseurs, en échange d'une journée de travail fructueuse.
Les habitants de la préfecture d'Ishikawa ont jusqu'à récemment cru que les tengu détestaient les maquereaux. Ils ont donc utilisé ces poissons comme un charme contre les enlèvements et pour éviter que les tengu viennent les hanter.
Les tengu sont vénérés comme des kami bienveillants dans divers cultes religieux japonais. Par exemple, le tengu Saburō du mont Iizuna est vénéré sur cette montagne et sur de nombreuses autres comme Izuna Gongen (飯綱権現, īzuna gongen, « incarnation d'Izuna »), une des divinités primaires du culte de Izuna Shugen, qui est aussi liée à la sorcellerie des esprits-renards et au dakini du bouddhisme tantrique. Izuna Gongen est représenté comme une figure ailée avec un bec et des serpents enroulés autour de ses jambes, entouré d'un halo de flammes, chevauchant un renard et brandissant une épée. Les adorateurs des tengu d'autres montagnes sacrées ont adopté des images similaires pour leur divinité, tel que Sanjakubō (三尺坊) ou Akiba Gongen (秋葉権現) du Akiba et Dōryō Gongen (道了権現) du Temple Saijō-ji à Odawara.

## Dans les contes populaires

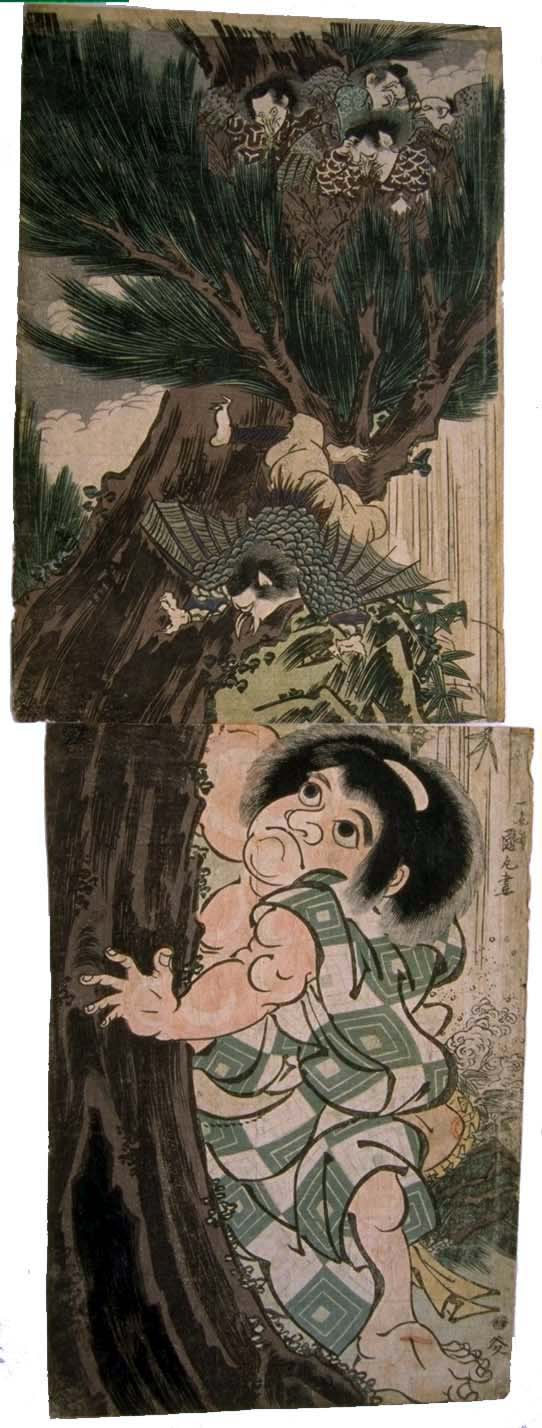
Le héros populaire Kintarō embêtant un nid de petits tengu.

Les tengu apparaissent fréquemment dans les contes transmis oralement et collectés par les folkloristes japonais. Comme ces histoires sont souvent humoristiques, ils tendent à faire un portrait des tengu comme des créatures grotesques qui sont facilement piégées ou ridiculisées par les humains. Certains de ces contes populaires incluent :
- Le 天狗の隠れみの (Tengu no Kakuremino?). Un garçon regarde à travers un bout de bambou et prétend qu'il peut voir des endroits situés au loin. Un tengu, rendu curieux, offre d'échanger le bambou contre un manteau de paille magique qui rend son porteur invisible. Ayant dupé le tengu, le garçon continue ses méfaits en utilisant le manteau. Une autre version de l'histoire parle d'un affreux vieil homme qui piège un tengu pour qu'il lui donne son manteau magique. Le vieil homme sème le chaos au sein de son village à cause du manteau. L'histoire finit avec le tengu qui regagne le manteau grâce à un jeu d'énigmes et qui punit l'homme en le transformant en loup[27].
- Le 瘤取り爺さん (Kobu-tori Jiisan?). Un vieil homme a une bosse (ou une tumeur) sur le visage. Dans la montagne, il rencontre un groupe de tengu qui font la fête et il rejoint leur danse. Il plait tellement aux démons qu'ils veulent le revoir la nuit suivante et lui offrent aussi un cadeau. Ils lui retirent la bosse de son visage, pensant qu'il voudrait la reprendre et qu'il reviendrait donc. Un voisin méchant, qui a aussi une bosse, entend parler de la bonne fortune du vieil homme et essaie de faire la même chose mais en volant le cadeau. Les tengu, cependant, lui donnent simplement la bosse de son voisin en lui laissant la sienne, dégoûtés par ses mauvais talents de danseur et sa malhonnêteté[28].
- Le 天狗の羽団扇 (Tengu no Hauchiwa?). Un coquin obtient l'éventail magique d'un tengu, qui peut agrandir ou rétrécir les nez. Il utilise l'objet secrètement pour agrandir le nez de la fille d'un riche marchand, puis le fait raccourcir en échange de sa main. Plus tard, accidentellement, il s'évente lui-même en dormant, et son nez devient si long qu'il atteint le paradis, ce qui lui cause de douloureux problèmes[29].
- Le 天狗の瓢箪 (Tengu no Hyōtan?). Un parieur rencontre un tengu, qui lui demande de quoi il a le plus peur. Le parieur ment en clamant qu'il est terrifié par l'or ou les mochi. Le tengu lui, répond sincèrement qu'il est effrayé par telle sorte de plante ou tel objet ordinaire. Le monstre, pensant jouer un tour cruel, fait alors pleuvoir de l'argent ou des mochi sur le parieur. Le parieur est bien sûr ravi et décide d'effrayer le tengu avec ce dont il a le plus peur. Le parieur alors obtient la gourde magique du tengu (ou un autre trésor) qu'il a laissée derrière lui[30].
- Le Tengu et le bucheron. Un tengu ennuie un bucheron, en lui montrant ses capacités surnaturelles à deviner tout ce que l'homme pense. Le bucheron balance sa hache et un éclat de bois atteint le nez du tengu. Le tengu s'enfuit, terrifié, s'exclamant que les humains sont des créatures dangereuses et imprévisibles[31].

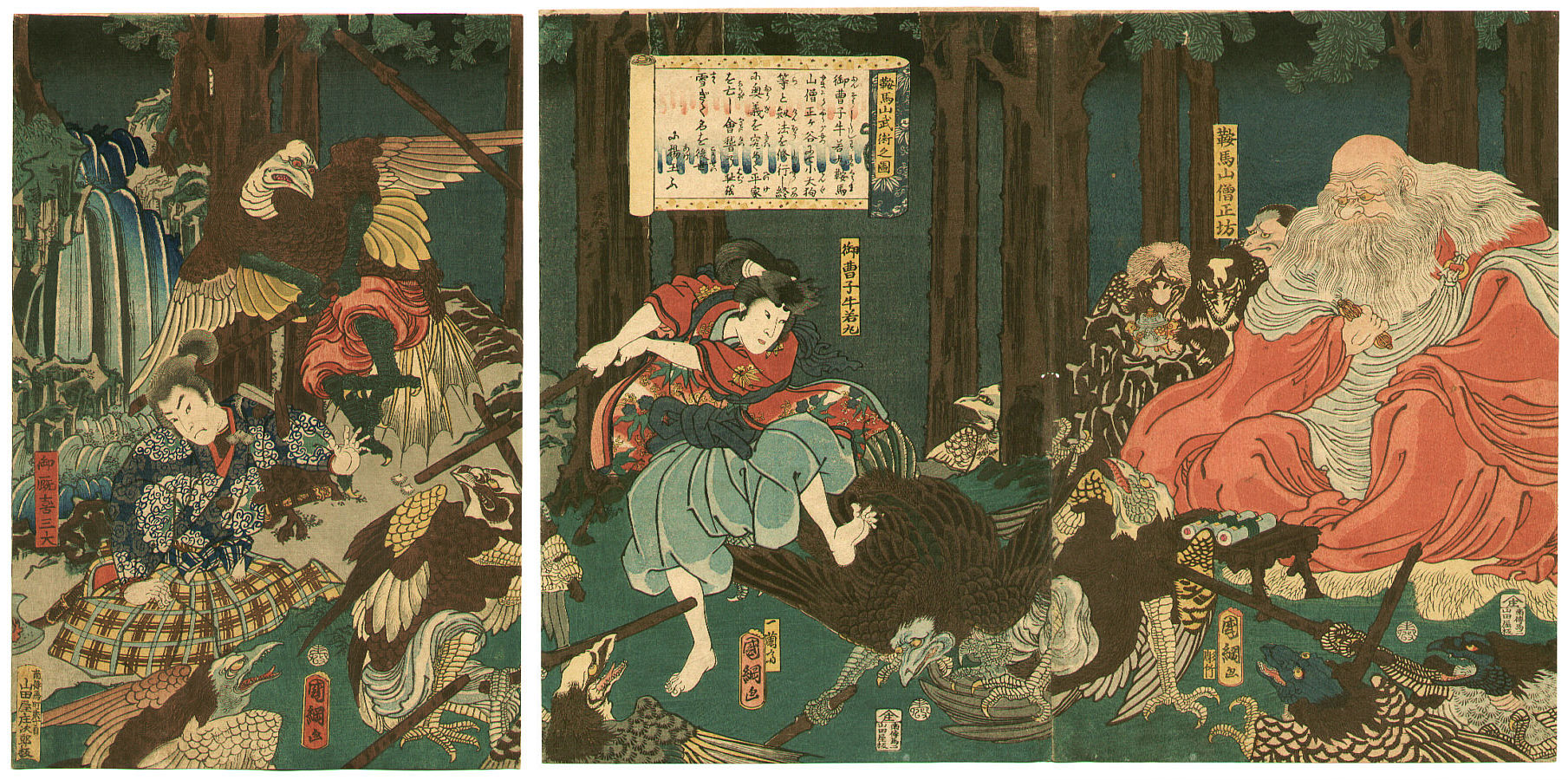
Ushiwaka-maru s'entrainant avec le tengu du Mont Kurama, par Kunitsuna Utagawa.

## Arts martiaux

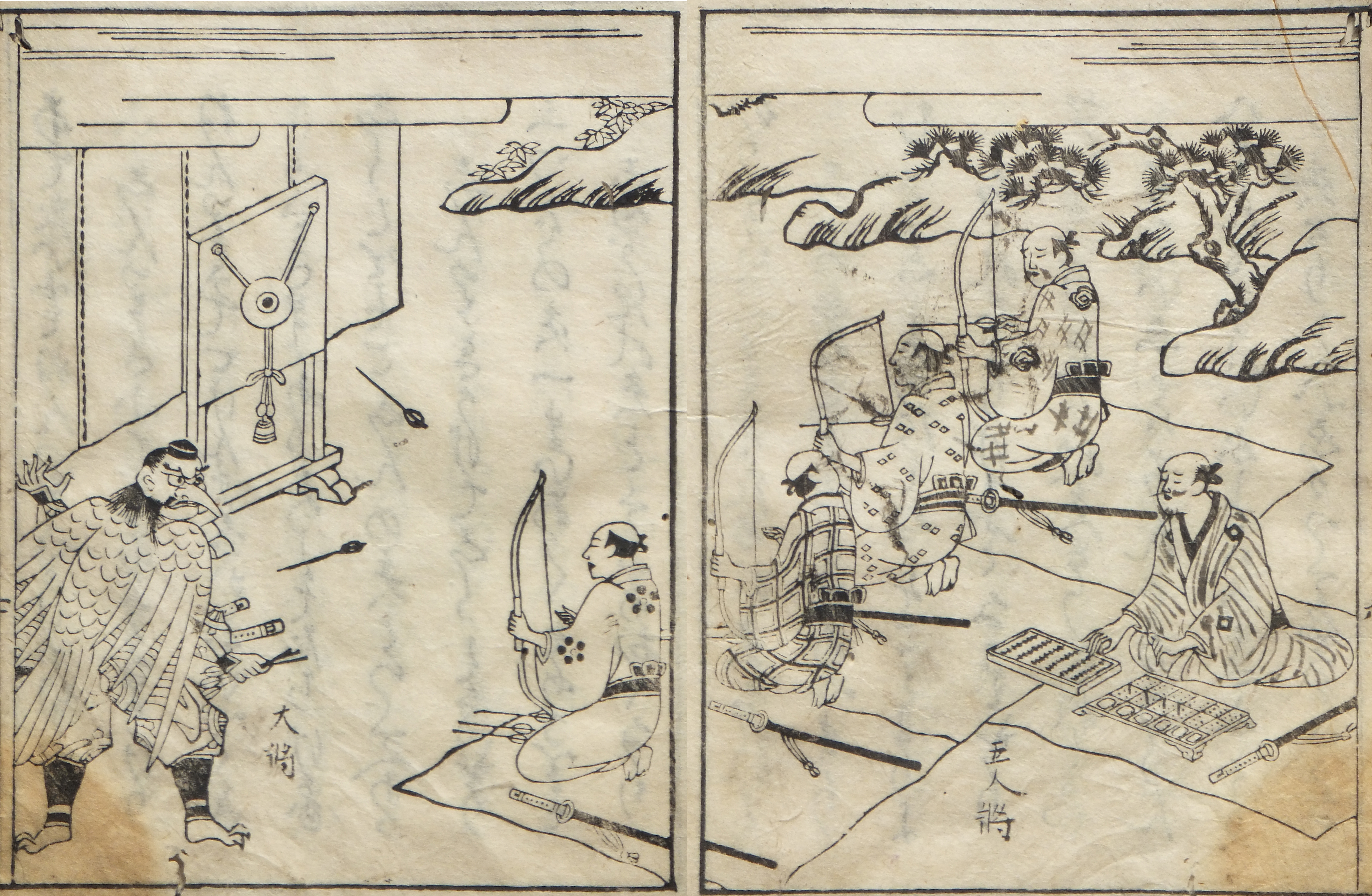
Un karasu-tengu supervisant une compétition d'arcs. Imprimé dans Yōkyu hidensho (Secret Tradition of the Small Bow), 1687.

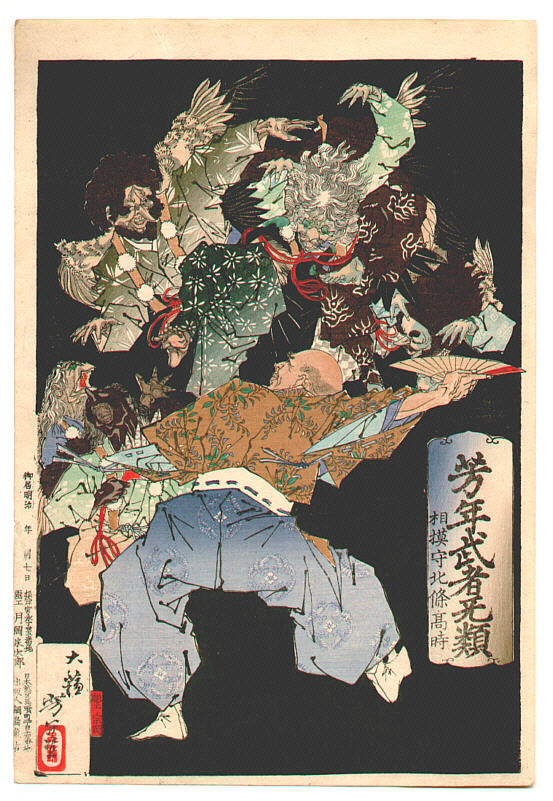
Le régent du Japon Hōjō Tokimune qui combat les tengu.

Durant le XIVe siècle, les tengu ont commencé à s'en prendre à d'autres personnes en dehors du clergé bouddhiste, et comme leurs ancêtres menaçants — les tiāngoǔ — les tengu devinrent des créatures associées à la guerre. Des légendes leur prêtent de grandes connaissances dans l'art du combat.
Cette réputation semble avoir son origine dans une légende entourant le fameux guerrier Minamoto no Yoshitsune. Quand Yoshitsune était un jeune garçon du nom de Ushiwaka-maru, son père, Yoshitomo, fut assassiné par le clan Taira. Taira no Kiyomori, à la tête des Taira, permit à l'enfant de survivre s'il s'exilait dans le temple du Mont Kurama et devenait moine. Mais un jour, dans la vallée Sōjō-ga-dani, Ushiwaka rencontra le tengu de la montagne, Sōjōbō. Cet esprit apprit au garçon l'art de l'escrime afin qu'il puisse se venger des Taira.
À l'origine, les actes de ce tengu étaient décrits comme une autre tentative des démons de provoquer le chaos et la guerre, mais quand la renommée de Yoshitsune en tant que guerrier légendaire a augmenté, son monstrueux maître fut finalement décrit sous un jour plus respectable et sympathique. Dans une des plus fameuses interprétations de l'histoire, la pièce nô Kurama Tengu, Ushiwaka est la seule personne du temple qui n'a pas fui à la vue de cet étrange yamabushi. Sōjōbō se lie alors d'amitié avec le garçon et devient son maître, par compassion pour toutes ses épreuves passées.
Deux histoires du XIXe siècle continuent sur ce thème : dans le Sōzan Chomon Kishū, un garçon fut enlevé par un tengu et passa trois ans avec la créature. Il revint à la maison avec un pistolet magique qui ne ratait jamais sa cible. Une histoire de la province d'Inaba, relatée par Inoue Enryō, parle d'une fille peu douée de ses mains, qui est soudainement possédée par un tengu, qui souhaite raviver l'art de l'escrime dans le monde. Un jour, un jeune samouraï surgit et le tengu lui apparait en rêve. Par la suite, la fille possédée lui enseignera l'escrime à la manière d'un maître.